# Morbier (rivière)
Pour les articles homonymes, voir Morbier.
Le Morbier est une rivière du département de l'Ain, en ancienne région Rhône-Alpes donc en nouvelle   région Auvergne-Rhône-Alpes, et un affluent gauche du Formans, donc un sous-affluent du Rhône par la Saône.

## Géographie
Le Morbier a une longueur de 12,8 km. Il circule du sud-est vers le nord-ouest.

### Communes et cantons traversés
Le Morbier prend sa source dans la commune de Civrieux, traverse les communes de Saint-Jean-de-Thurigneux, Rancé, Toussieux, Misérieux et conflue sur la commune de Sainte-Euphémie.
Soit en termes de cantons, le Morbier prend sa source, traverse et conflue sur le même ancien canton de Reyrieux mais aujourd'hui prend source dans le nouveau canton de Villars-les-Dombes et conflue dans le canton de Trévoux, le tout dans l'arrondissement de Bourg-en-Bresse.

## Affluents
Le Morbier a trois affluents contributeurs :
- le ruisseau de la place (rd[note 1]), 2,1 km, sur la commune de Saint-Jean-de-Thurigneux[2] ;
- le ruisseau de la caillate (rg), 2,5 km, prend sa source à Reyrieux, traverse  Rancé et conflue à Toussieux[3] ;
- le ruisseau de vignol(es) (rg), 4,2 km, prend sa source à Reyrieux et conflue à Toussieux[4].

Donc son rang de Strahler est de deux. Ces affluents sont aussi sur le même ancien canton de Reyrieux mais aujourd'hui dans les deux nouveaux cantons de Villars-les-Dombes et de Trévoux.